# Spas Wenkoff
Spas Wenkoff (Weliko Tarnovo, 23 de septiembre de 1928-12 de agosto de 2013) fue un tenor búlgaro que realizó una importante carrera como heldentenor entre 1954 y 1991.
Para lograr reconocimiento, Wenkoff hubo de ejercitarse desde muy niño en el arte del canto. Tras un período de formación inicial en Sofía con el profesor Yuri Jossilov, y luego de tomar clases con Madame Sarafirova en Moscú y con Johannes Kemter en Dresde, Spas Wenkoff debutó en 1954 en el Teatro Municipal de Turnovo(Bulgaria) con el rol principal de la ópera Keto y Kote, del autor georgiano W.I. Dolidse.
En la década de 1960, y gracias a una beca del gobierno búlgaro, Wenkoff se trasladó a la antigua República Democrática Alemana. Allí tuvo la oportunidad de familiarizarse con el repertorio operístico germano, en especial con la obra de Wagner. Su experiencia alemana, que va de 1965 a 1984, le dio la oportunidad de actuar en los teatros de Döbeln, Magdeburgo, Halle/Salle y Berlín. 
En la ópera de esta ciudad, la legendaria Berlin State Opera Unter den Linden, ejerció las funciones de tenor principal hasta 1984.
Wenkoff inició sus interpretaciones de roles wagnerianos en 1975, con un meritorio papel de Tristán, uno de los personajes emblemáticos del universo wagneriano, en la Ópera de Dresde. 
Un año después hizo lo propio con Tannhäuser en el Festival de Bayreuth, papel que repetiría de nuevo en el festival de 1978-82 y en la Wiener Staatsoper, cosechando un éxito notable.
En 1976 fue Tristan en las representaciones dirigidas por Carlos Kleiber en el Festival de Bayreuth.
Un año antes, en 1981, Wenkoff había debutado en el Metropolitan Opera de Nueva York, pero encarnando, en esta ocasión, a Tristán. 
Actuó también en Colonia, Múnich, Berna, Covent Garden y en 1983 como Siegfried en El anillo del nibelungo en el Teatro Colón (Buenos Aires).
El tenor comenzó a espaciar sus actuaciones a partir de la década de 1990. Vivió retirado en Austria hasta su muerte.
Su hermano Wenko Wenkoff (1921-1992) también fue un conocido tenor.
Su recordada encarnación de Tannhäuser en Bayreuth en la producción de Götz Friedrich junto a Gwyneth Jones, en la única oportunidad que Sir Colin Davis dirigió en el festival ha sido editada en DVD.

## Discografía
- Ein Opernabend mit Spas Wenkoff. Richard Wagner: Arien und Szenen.

- Richard Wagner: Tristan und Isolde. Gesamtaufnahme. CD. Carlos Kleiber.

- Richard Wagner: Tristan und Isolde. Auszüge. CD bei Bella Voce. Otmar Suitner.

- Richard Wagner: Tannhäuser. Bayreuther Festspiele 1978. Colin Davis. DVD

## Literatura
- Karl J. Kutsch/Leo Riemens: Großes Sängerlexikon. Dritte, erweiterte Auflage. München 1999. Band 5: Seidemann-Zysset, S. 3695/3696.

- Anlässlich seines 80. Geburtstages erschien im BS-Verlag Rostock eine Biografie mit dem Titel „Spas Wenkoff - Alles war Zufall“ (ISBN 978-3-86785-045-2)